# سایوز۲۲
سایوز-۲۲ (به روسی: Союз 22)(به معنای اتحاد ۲۲)یک مأموریت علمی سرنشین‌دار سازمان فضایی شوروی بود که با همکاری جزئی دولت آلمان شرقی انجام گرفت. روس‌ها در این مأموریت از نوع خاص و تجهیز شده فضاپیمای سایوز استفاده کردند که قبلاً قرار بود به عنوان سفینه پشتیبان برای مأموریت سایوز۱۹ مورد استفاده قرار گیرد.
بعد از مأموریت‌های وسخود برای اولین بار بود که روس‌ها فضاپیماهای خود را در مداری بالا قرار می‌دادند. دلیل اصلی این حرکت به خاطر ماهیت مأموریت سایوز۲۲ و همچنین یکی از دلایل مهم دیگر آن‌ها، پایش و رهگیری تحرکات نیروهای ناتو مستقر در نروژ بود.
فضانوردان این مأموریت از یک دوربین شش لنزی ساخت آلمان شرقی استفاده کردند که شامل ۴ لنز معمولی و دو لنز مادون قرمز می‌شد.
| شماره | نام               | ملیت               | تعداد پرواز | نقش         | تصویر |
| ۱     | والری بایکوفسکی   | اتحاد جماهیر شوروی | ۲           | فرمانده     |       |
| ۲     | ولادیمیر آکسیونوف | اتحاد جماهیر شوروی | ۱           | مهندس پرواز |       |

## نگارخانه

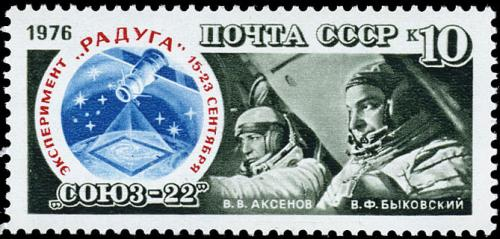
تصاویر فضانوردان سایوز۲۲ روی تمبر